# Spektroskopia magnetycznego rezonansu jądrowego w polu elektrycznym
Spektroskopia magnetycznego rezonansu jądrowego w polu elektrycznym – odmiana spektroskopii NMR, w której, dzięki przyłożeniu zewnętrznego pola elektrycznego, można teoretycznie uzyskać informacje o chiralności badanego związku.
Magnetyczny rezonans jądrowy jest niewrażliwy na chiralność cząsteczek, jednak precesujące jądrowe momenty magnetyczne w silnym polu magnetycznym indukują polaryzację elektryczną. Efekt ten jest przeciwny dla enencjomerów cząsteczek chiralnych. Stały elektryczny moment dipolowy μe chiralnej molekuły jest częściowo zorientowany w przestrzeni poprzez antysymetryczną część tensora magnetycznego ekranowania jądrowego. Powoduje to precesję dipola elektrycznego wraz z jądrowym momentem magnetycznym i wytwarza większą polaryzację elektryczną, co daje możliwość detekcji tego efektu. Dotychczas efekt ten nie został zaobserwowany.
Opisany wkład do polaryzacji elektrycznej (zależny od temperatury), może być wystarczająco duży by zarejestrować na widmie dodatni lub ujemny sygnał dla każdej linii. Enancjomery dadzą równe, ale przesunięte względem siebie w fazie o 180° sygnały. Sygnałem tym może być napięcie indukowane na kondensatorze na osi y po przyłożeniu impulsu π/2 dostarczonego przez cewkę na osi X.
Średnia polaryzacja elektryczna dla {\displaystyle N} molekuł wynosi:
{\displaystyle P_{\alpha }=N\langle \xi _{\alpha \beta \gamma }^{N}m_{\beta }^{N}B_{\gamma }^{0}+\mu _{\alpha }^{N}\rangle }
gdzie: {\displaystyle \xi _{\alpha \beta \gamma }^{N}} opisuje indukowany moment elektryczny przez magnetyczny moment jądra {\displaystyle m} w polu magnetycznym {\displaystyle B.}
Ostatecznie polaryzacje elektryczną próbki można opisać jako:
{\displaystyle P_{\alpha }=N\left\lbrack {\overline {\xi ^{(N)}}}-\mathbf {\mu } ^{(0)}\cdot \mathbf {\sigma } ^{*{(N)}}/3kT\right\rbrack \left(\mathbf {m} ^{(N)}\times \mathbf {B} ^{(0)}\right)_{\alpha }}
gdzie: wartość iloczynu stałego momentu elektrycznego wynosi:
{\displaystyle \mu ^{0}\cdot \sigma ^{*(N)}={\frac {1}{2}}\epsilon _{\alpha \beta \gamma }\mathbf {\mu } _{\alpha }^{(0)}\mathbf {\sigma } _{\beta \gamma }^{(N)}.}